# Tulun
Tulun (ru. Тулун) este un oraș din Regiunea Irkutsk, Federația Rusă și are o populație de 51.848 locuitori.